# Anthony Pieter Hendrik van Ittersum
Anthony Pieter Hendrik baron van Ittersum (Kampen, 25 augustus 1808 – Twello, 21 november 1874) was een Nederlandse burgemeester.
Van Ittersum was lid van de familie Van Ittersum en een zoon van Lodewijk  Arend baron van Ittersum (1779-1812) en Johanna Sepina Boldewina Adriana van de Merwede (1778-1857). Hij trouwde in 1836 met jkvr. Johanna Henrietta Mellina Mollerus (1808-1895), lid van de familie Mollerus, uit welk huwelijk geen kinderen werden geboren.
Van Ittersum was vanaf 1830 officier bij de cavalerie en was laatstelijk 1e luitenant (1833-1844). In het laatste jaar werd hij benoemd tot burgemeester van Voorst. Dat laatste was hij bijna dertig jaar toen hij in 1872 werd opgevolgd door zijn zwager mr. Jacobus baron van der Feltz (1825-1904), getrouwd met jkvr. Anna Christina Mollerus (1819-1866). Van der Feltz bleef burgemeester tot 1886.